# Archidium clavatum
Archidium clavatum là một loài rêu trong họ Archidiaceae. Loài này được I.G. Stone mô tả khoa học đầu tiên năm 1973.